# Страхоміно
Страхоміно (пол. Strachomino) — село в Польщі, у гміні Бендзіно Кошалінського повіту Західнопоморського воєводства.
Населення — 259 осіб (2011).

## Демографія
Демографічна структура станом на 31 березня 2011 року:
|          | Загалом | Допрацездатний вік | Працездатний вік | Постпрацездатний вік |
| -------- | ------- | ------------------ | ---------------- | -------------------- |
| Чоловіки | 145     | 45                 | 89               | 11                   |
| Жінки    | 114     | 16                 | 69               | 29                   |
| Разом    | 259     | 61                 | 158              | 40                   |